# Macrophiothrix unicolor
Macrophiothrix unicolor är en ormstjärneart som beskrevs av Yin-Xia Liao 1978. Macrophiothrix unicolor ingår i släktet Macrophiothrix och familjen Ophiothrichidae. Inga underarter finns listade i Catalogue of Life.